# Jelení potok (přítok Rolavy)
Jelení potok je levostranným přítokem Rolavy v okrese Sokolov a okrese Karlovy Vary v Karlovarském kraji. Délka toku měří 3 km.
Plocha povodí činí 4,2 km².

## Průběh toku
Potok pramení v Krušných horách v národní přírodní rezervaci Rolavská vrchoviště v Přírodním parku Přebuz. Jeho pramen se nachází v močálech bezprostředně u Rolavského rybníka, často uváděného jako rybník Lícha. Ten byl vybudován jako zásobárna vody pro cínový důl v Rolavě a kdysi byl i výletním místem a koupalištěm. V údolí potoka byl pod rybníkem Lícha opakovaně pozorován jeřáb popelavý. Potok teče jihovýchodním směrem, opouští území přírodní rezervace a v místě zaniklé hornické obce Chaloupky se vlévá do Rolavy na jejím 29,1 říčním kilometru.